# Список вулиць Києва (Щ)
Це список вулиць міста Києва, назви яких починаються на літеру Щ.
До списку входять усі урбаноніми Києва, що містяться в офіційному довіднику «Вулиці міста Києва», затвердженому 2015 року, а також у міській інформаційно-аналітичній системі забезпечення містобудівної діяльності (МІАС ЗМД) «Містобудівний кадастр Києва», довіднику «Вулиці Києва» 1995 року та атласі «Київ до кожного будинку». Назви вулиць, які відсутні в офіційному довіднику, подані курсивом. Проєктні вулиці, що мають код у кадастрі, але не мають назв, у списку не наведені.
У списку вулиці подані за алфавітом. Назви вулиць на честь людей відсортовані за прізвищем (якщо прізвище відсутнє — за іменем) і подаються у форматі Прізвище Ім'я і/або Посада. Якщо вулиця названа за цілісним псевдонімом, то сортування відбувається за першою літерою псевдоніма або імені, тобто Бориса Тена подано на літеру Б, Ганни Барвінок — на Г, Дзиґи Вертова — на Д, Івана Багряного — на І, Кузьми Скрябіна — на К, Лесі Українки — на Л, Марка Вовчка, Марка Черемшини, Миколи Хвильового і Мирослава Ірчана — на М, Олени Пчілки і Остапа Вишні — на О, Панаса Мирного — на П, Юрія Клена — на Ю, Якуба Коласа, Яна Райніса, Янки Купали і Януша Корчака — на Я. Вулиці, що мають, окрім назви, порядковий номер, відсортовані за власною назвою, наприклад 2-й Левадний провулок на літеру Л. Вулиця Радгосп «Совки» розміщена на літеру С, вулиця Міста Шалетт — на літеру Ш. Назви вулиць, що починаються на число (окрім вулиць, зазначених вище), записані словами і подані на відповідну літеру (Восьмого Березня, Першого Травня тощо).
Вулиці з назвами «Садова» (в тому числі «номерні») і лінії виділені в окремі списки.
Станом на 1 січня 2023 року в Києві 2833 урбаноніми, з них:
| - 2059 вулиць; - 533 провулки; - 77 ліній; - 59 площ і майданів; | - 32 проспекти; - 22 бульвари; - 15 узвозів; | - 12 проїздів; - 11 шосе; - 5 доріг; | - 3 алеї; - 3 набережних; - 2 тупики. |

Колір фону у списку залежить від типу урбаноніма.
Після списку існуючих вулиць наведено список зниклих вулиць (вулиць, які були ліквідовані або включені до інших вулиць протягом XX—XXI століть), а також список попередніх назв вулиць, починаючи з 1800 року. Назви перейменованих вулиць, що починаються на число (окрім вулиць, зазначених вище), записані словами і подані на відповідну літеру (Третього Інтернаціоналу, Дев'ятого Січня, Дванадцятого Грудня, Двадцять П'ятого Жовтня, Сорокаріччя Жовтня, П'ятдесятиріччя Жовтня, Шістдесятиріччя Жовтня тощо).

## Вулиці міста Києва
| Назва                 | Тип   | Колишні назви          | Район          | Місцевість    | Рік затв. | Код об'єкта |
| --------------------- | ----- | ---------------------- | -------------- | ------------- | --------- | ----------- |
| Щавинського Василя    | вул.  | Петровського           | Деснянський    | Троєщина      | 2018      | 11272       |
| Щаслива               | вул.  | Вільямса-2             | Голосіївський  | Жуляни        | 2008      | 11918       |
| Щасливий              | пров. | Червоноармійський 2-й  | Дарницький     | Бортничі      | 2015      | 12741       |
| Щекавицька            | вул.  |                        | Подільський    | Поділ         | 1846      | 11919       |
| Щекавицька            | площа | Червона Пресня         | Подільський    | Поділ         | 2018      | 12702       |
| Щепкіна               | вул.  | Нова 422-га            | Дніпровський   | Стара Дарниця | 1953      | 11920       |
| Щербаківського Данила | вул.  | Нова 860-та, Щербакова | Шевченківський |               | 2016      | 11921       |
| Щоглівський           | пров. |                        | Голосіївський  | Деміївка      | 1921      | 11923       |
| Щоголева Якова        | пров. | Островського           | Дарницький     |               | 2020      | —           |
| Щусєва                | вул.  | Нова 881-ша            | Шевченківський | Сирець        | 1955      | 11927       |
| Щусєва                | пров. |                        | Шевченківський | Сирець        | 1955      | 11928       |

## Зниклі вулиці
| Назва       | Тип   | Район       | Місцевість | Рік зникнення | Примітка                   |
| ----------- | ----- | ----------- | ---------- | ------------- | -------------------------- |
| Щаслива     | вул.  | Московський | Деміївка   | 1977          | До 1944 року — 372-га Нова |
| Щекавицький | пров. | Подільський | Поділ      | 1980-ті       |                            |

## Перейменовані вулиці
| Стара назва       | Нова назва              | Район          | Дата перейменування | Сучасна назва           |
| ----------------- | ----------------------- | -------------- | ------------------- | ----------------------- |
| Щедринська        | Салтикова-Щедрина ім.   | Жовтневий      | 1937                | ?                       |
| Щербакова         | Щербаківського Данила   | Шевченківський | 2016                | Щербаківського Данила   |
| Щербакова (част.) | Гречка Маршала          | Шевченківський | 1976                | Виговського Івана       |
| Щербакова пров.   | Петріва Всеволода пров. | Шевченківський | 2016                | Петріва Всеволода пров. |
| Щорса             | Модзалевського Вадима   | Деснянський    | 2016                | Модзалевського Вадима   |
| Щорса             | Соколовської Олени      | Жовтневий      | 1965                | Ейхельмана Професора    |
| Щорса             | Костюка                 | Жовтневий      | 1965                | Ейхельмана Професора    |
| Щорса             | Кропив'янського         | Ленінградський | 1966                | Кропив'янського         |
| Щорса             | Московська              | Печерський     | 1944                | Острозьких Князів       |
| Щорса             | Коновальця Євгена       | Печерський     | 2015                | Коновальця Євгена       |
| Щорса (част.)     | Задніпровського Михайла | Печерський     | 2000                | Задніпровського Михайла |
| Щорса пров.       | Новогоспітальна         | Печерський     | 2015                | Новогоспітальна         |